# Härralakjaure
Härralakjaure är en sjö i Jokkmokks kommun i Lappland och ingår i Luleälvens huvudavrinningsområde. Sjön har en area på 0,182 kvadratkilometer och ligger 709,2 meter över havet. Sjön avvattnas av vattendraget Skieltajåkkå.

## Delavrinningsområde
Härralakjaure ingår i det delavrinningsområde (740550-158111) som SMHI kallar för Utloppet av Kaskasjaure. Medelhöjden är 765 meter över havet och ytan är 22,49 kvadratkilometer. Det finns inga avrinningsområden uppströms utan avrinningsområdet är högsta punkten. Skieltajåkkå som avvattnar avrinningsområdet har biflödesordning 4, vilket innebär att vattnet flödar genom totalt 4 vattendrag innan det når havet efter 319 kilometer. Avrinningsområdet består mestadels av skog (12 procent) och kalfjäll (83 procent). Avrinningsområdet har 1,17 kvadratkilometer vattenytor vilket ger det en sjöprocent på 5,2 procent.